# 劉楚釗
劉楚釗，GMSM，MH，JP，急症專科醫生，現為香港醫院管理局港島東醫院聯網總監，亦為香港醫學專科學院副主席（一般事務）。他曾參與多項救災工作，包括南亞海嘯、台灣九份車禍、埃及車禍、四川地震，以至馬尼拉人質事件。
劉楚釗是推動院外緊急醫療救援工作的先驅，自東區尤德夫人那打素醫院在1993年投入服務開始，便出任該院急症室部門主管。劉楚釗醫生自2005年起，出任香港急症科醫學院主席，致力把「急救服務」提升為「急症專科」。他多年來亦推動緊急航空醫療服務的發展，成為香港飛行服務隊首批高級航空醫生。

## 簡歷
1982年畢業於香港大學醫學院， 1983年起在瑪麗醫院擔任急症科醫生
1993年出任東區尤德夫人那打素醫院急症室部門主管
2008年擔任東區尤德夫人那打素醫院副行政總監， 2011年正式被任命為醫院行政總監及港島東醫院聯網總監，至2018年退休。
2005年 - 2011年擔任香港急症科醫學院主席
2017年起擔任香港紅十字會副主席，至2023年9月第149屆董事會會議中當選為主席。

## 曾參與的救災工作
2010年發生馬尼拉人質事件，劉楚釗帶領香港醫護人員，親赴當地展開救傷工作。他到馬尼拉協助拯救慘劇傷者時，果斷地分析腦部受創之梁頌學傷勢，即時要求香港腦科專家方道生醫生到當地協助，成功帶受重傷的梁頌學返港就醫。